# القرم

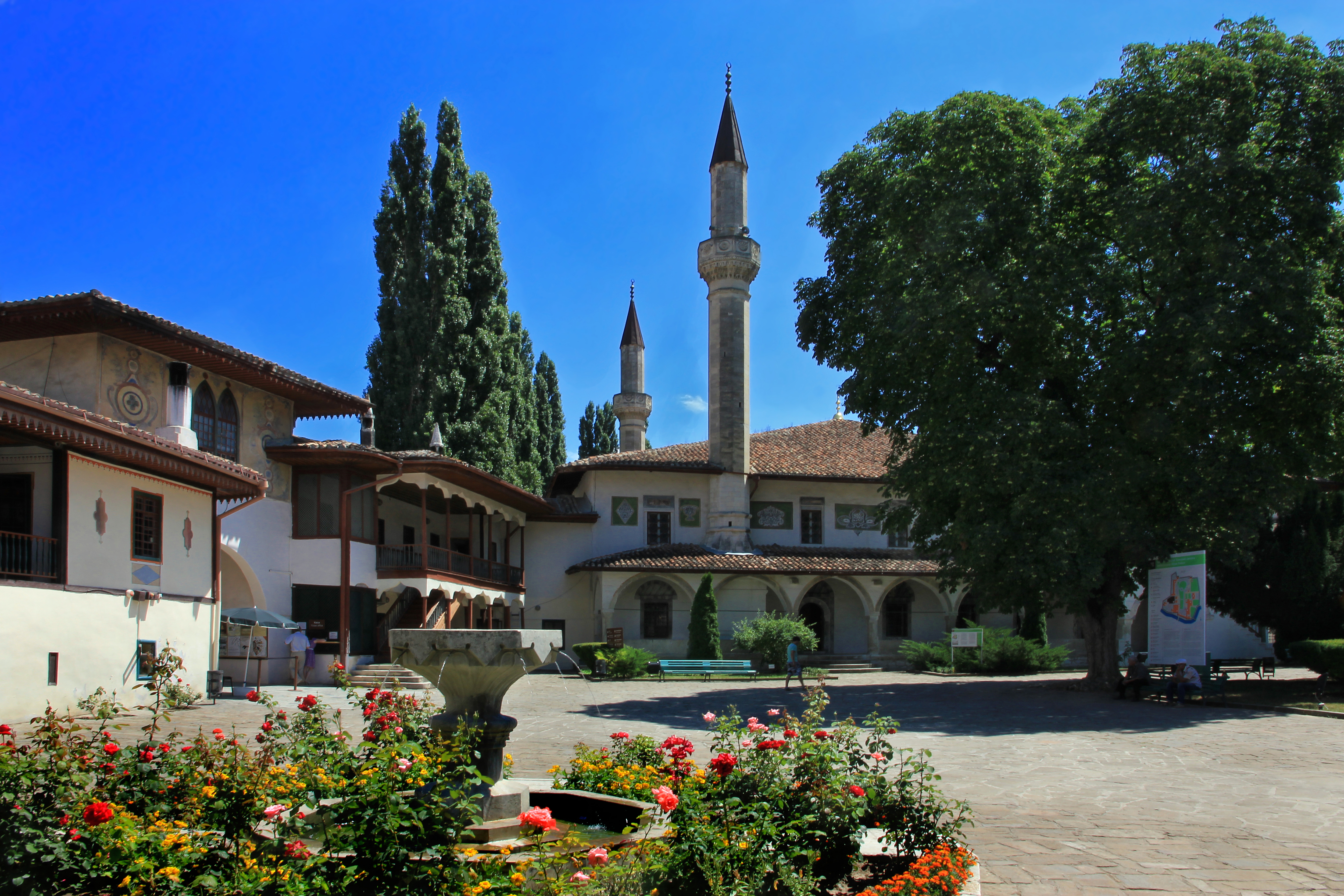
مسجد وحديقة في قصر خان في باختشيساراي

شبه جزيرة القِرم (بالتتارية: Qırım yarımadası)، (بالروسية: Кры́мский полуо́стров)، (بالأوكرانية: Кримський півострів)، وسابقا كانت تسمى تافريدا (بالروسية: Таврида) تقع شمال البحر الأسود؛ يحدها من الشرق بحر آزوف، ومساحتها 26,945 كم2 وعدد سكانها 2,355,030 نسمة وفقًا لتعداد 2019م. أهم مدنها هي العاصمة سيمفروبول، وكان اسمها فيما مضى «اق مسجد» أي «المسجد الأبيض» بلغة تتار القرم قبل أن يستولي عليها الروس عام 1783م. اشتهرت سابقا لوقوع حرب القرم بها في القرن التاسع عشر. وظلت ذات أهمية قصوى في القرن العشرين لاحتواءها قاعدة بحرية روسية تعد الوحيدة من نوعها في المياه الدافئة، وهي مقر أسطول البحر الأسود الروسي. تشهد المنطقة منذ أوائل 2014م أزمة سياسية بعدما قامت القوات المسلحة الروسية ببسط سيطرتها على شبه الجزيرة، واجرت استفتاء من بعده ضمت شبه الجزيرة إلى قوام روسيا الاتحادية والذي اعتبرته أوكرانيا ومعها المجتمع الدولي احتلال وتعدي على سيادة أوكرانيا ووحدة أراضيها.
كانت عاصمتها فيما مضى مدينة «بخش سراي» عندما كانت خاضعة لحكم خانات التتار، ومن مدنها المهمة أيضًا يالطا (مدينة ساحلية سياحية جميلة، وقد عُقد فيها مؤتمر يالطا بين قادة الحلفاء في الحرب العالمية الثانية في فبراير عام 1945 ستالين وروزفلت وتشرشل)، أما مدينة سيفاستوبول (كان ميناء يؤوي أسطول الاتحاد السوفييتي الضخم، والذي أصبح محل نزاع بين روسيا وأوكرانيا) ومدن أخرى أقل أهمية، مثل: كيرشوفيادوسيا وبيلاغورسك وسوداك وجانكوك.
ويتكون القرم من عدد من المدن الكبيرة والصغيرة، أبرزها عاصمتها سيمفروبول ومينائها الرئيسي سيفستوبول الذي يُعد منذ عصر القياصرة الروس حتى الآن مقر أسطول البحر الأسود الروسي، ومنتجع يالطا، الذي اشتهر باحتضانه اجتماعا تاريخيًا عقد بعد نهاية الحرب العالمية الثانية وهزيمة ألمانيا النازية عام 1945 لرئيس الولايات المتحدة فرانكلين روزفلت ورئيس الاتحاد السوفيتي جوزيف ستالين ورئيس وزراء بريطانيا آنذاك ونستون تشرشل لبحث تقاسم أوروبا.
حسب تعداد أوكرانيا 2001، بلغت نسبة تتار القرم 12,10% من سكان شبه جزيرة القرم. وقامت حكومة جوزيف ستالين بطرد تتار القرم إلى آسيا الوسطى، بعد سقوط الاتحاد السوفيتي بدأ تتار القرم بالعودة إلى موطنهم الأصلي. وفقًا لتعداد أوكرانيا 2001 فقد شكل الروس 58% والأوكرانيون 24% من سكان القرم. أما نسبة تواجد المسلمين في القرم الأكبر في مناطق أوكرانيا.

## أصل التسمية
اسم توريس الكلاسيكية أو Taurica هو من Ταυρική اليونانية، بعد سكان Scytho - السيمرية لشبه الجزيرة، وتاوري. سترابو وبطليموس الرجوع إلى مضيق كيرتش كما البوسفور Cimmerius ، و Cimmerium كعاصمة لل Taurida ، من حيث شبه الجزيرة، أو جانبها الشرقي، وكان اسمه أيضا الطنف Cimmerium.
في اللغة الإنجليزية، ويشار إلى خانات القرم كما ومنهم كريم طرطيري في الفترة الحديثة المبكرة. شكل شبه جزيرة القرم الإيطالية (و «شبه جزيرة القرم») يصبح أيضا الراهنة خلال القرن 18، لتحل محل اسم الكلاسيكية من Tauric شبه الجزيرة تدريجيا خلال القرن 19. إغفال أداة التعريف في اللغة الإنجليزية («القرم» بدلا من «القرم») يصبح شيوعا خلال القرن 20 في وقت لاحق.

## التاريخ
في العصور القديمة، وكان منزل السيمريين والسكيثيين، فضلا عن موقع المستعمرات اليونانية. وكان أهم مدينة خيرسون على حافة سيفاستوبول اليوم.

## الجغرافيا
يتم تشكيل الحدود الطبيعية بين شبه جزيرة القرم الأوكرانية والبر الرئيسى من قبل Sivash أو «بحر الفاسد»، وهو نظام كبير من البحيرات الضحلة. يتم توصيل شبه الجزيرة إلى خيرسون أوبلاست في هنيشسك Raion ، وبالتالي البر الأوروبي، عبر برزخ Perekop ، شريط من الأرض حوالي 5-7 كيلومترات (3,1-4,3 ميل) واسعة، فضلا عن الجسور على Chongar الضيقة وهنيشسك المضيق. الجزء الشمالي من Arabat الجديلة هي إداريا جزء من هنيشسك Raion في خيرسون أوبلاست، بما في ذلك اثنين من المجتمعات الريفية من Shchaslyvtseve و Strilkove . الطرف الشرقي من شبه الجزيرة هو جزيرة كيرتش، وفصلها عن شبه جزيرة تامان على البر الروسية عن طريق مضيق كيرتش الذي يربط البحر الأسود مع بحر آزوف، في عرض بين 3-13 كيلومترا (1,9-8,1 ميل).
جغرافيا، يتم تقسيم شبه الجزيرة عموما إلى ثلاث مناطق: السهوب والجبال والساحل الجنوبي.

### الموقع

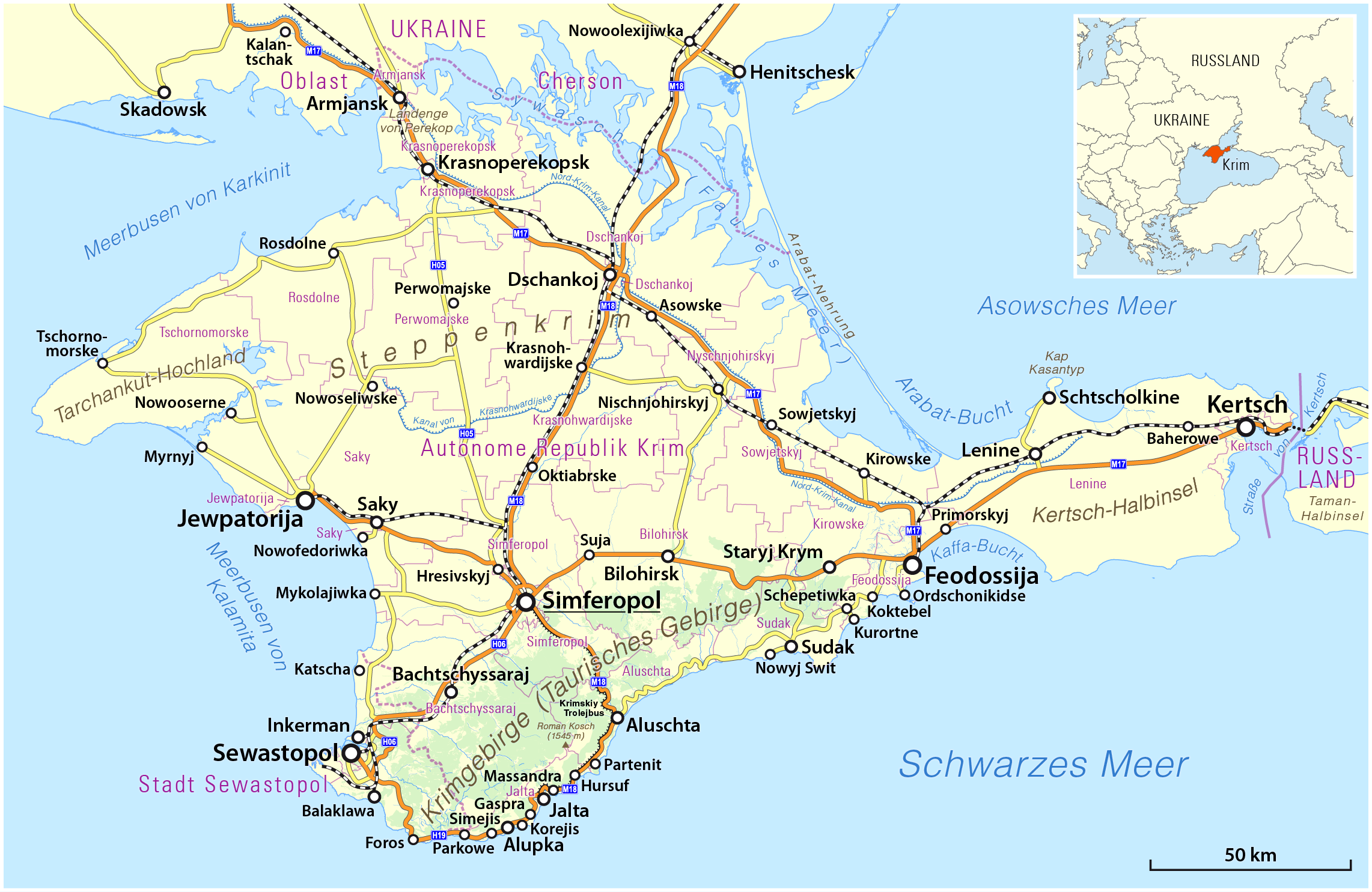
خريطة القرم

تقع شبه جزيرة القرم في شمال البحر الأسود، ولا تتصل بالبر القاري الا من خلال شريط ضيق من جهة الشمال. ويمتد من جهتها الشرقية شريط أرضي يكاد يتصل بالأراضي الروسية. وتمتد بينه وبين بحر آزوف الذي يحدها من الشرق. وتطل على خليج كرشينسكي الذي يصل بحر آزوف والبحر الأسود، ويربطها باليابس برزخ ضيق في شمالها، تمر عبره خطوط المواصلات، وتحيط بها مياه البحر الأسود من الجنوب والغرب.

### الأرض
القرم ضمن اليابس الأوروبي، أرضها سهلية مستوية في معظم مساحتها وتتناتر بعض البحيرات في سواحلها الشمالية والغربية، وتكثر التعاريج بسواحلها الشمالية، وتتعدد الخلجان في جنوبها وغربها، حيث توجد الموانيء، وترتفع أرضها في النطاق الجنوبي، حيث أعلى قممها في جوارارومان كوش، وتصل إلى 1540 متر.

### المناخ

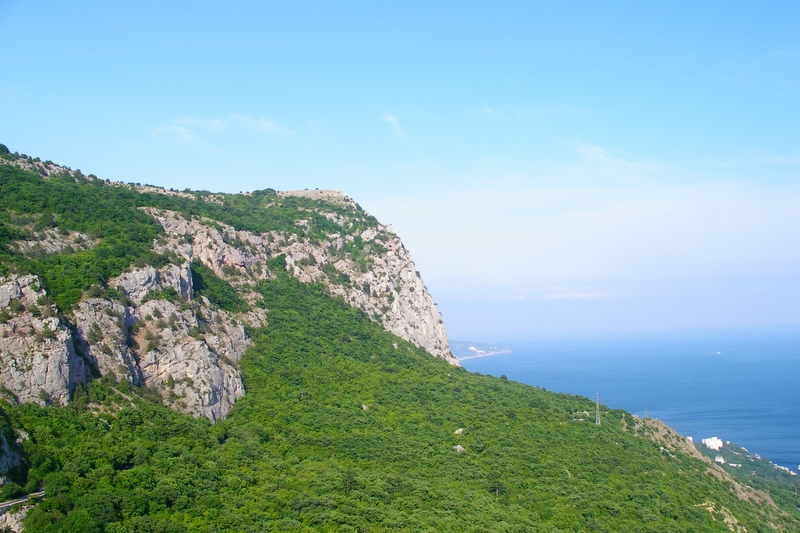
الجبال الخضراء تطل على البحر الأسود بجنوب غرب القرم.

معظم شبه جزيرة القرم لديه المناخ القاري المعتدل، باستثناء الساحل الجنوبي حيث كان يواجه مناخ شبه استوائي رطب [بحاجة لمصدر] ، وذلك بسبب التأثيرات الدافئة من البحر الأسود وأرض مرتفعة من جبال القرم. يمكن أن يكون الصيف الساخن (28 درجة مئوية / 82.4 °F يوليو المتوسط) والشتاء بارد (-0.3 °C / 31.5 °F يناير المتوسط) في الداخل، على الساحل الجنوبي الشتاء هي أكثر اعتدالا (4 °C / 39.2 °F متوسط يناير) ودرجات حرارة أقل من ذلك بكثير تجميد استثنائية. على أرض مرتفعة، والطقس تجميد أمر شائع في فصل الشتاء. هطول الأمطار في جميع أنحاء شبه جزيرة القرم منخفضة، حيث بلغ متوسطها 400 مم فقط (15.7 في) في السنة. محمية ساحل القرم من الرياح الشمالية من الجبال، ونتيجة لذلك عادة ما يكون له شتاء معتدل. درجات الحرارة موسم بارد في المتوسط حوالي 7 °C (44.6 °F) وأنه من النادر للطقس لإسقاط ما دون الصفر إلا في الجبال، حيث عادة ما يكون هناك الثلوج. وبسبب مناخها، والساحل الجنوبي القرم هي شعبية منتجع الشاطئ والشمس للسياح الأوكرانية والروسية.

## الاقتصاد

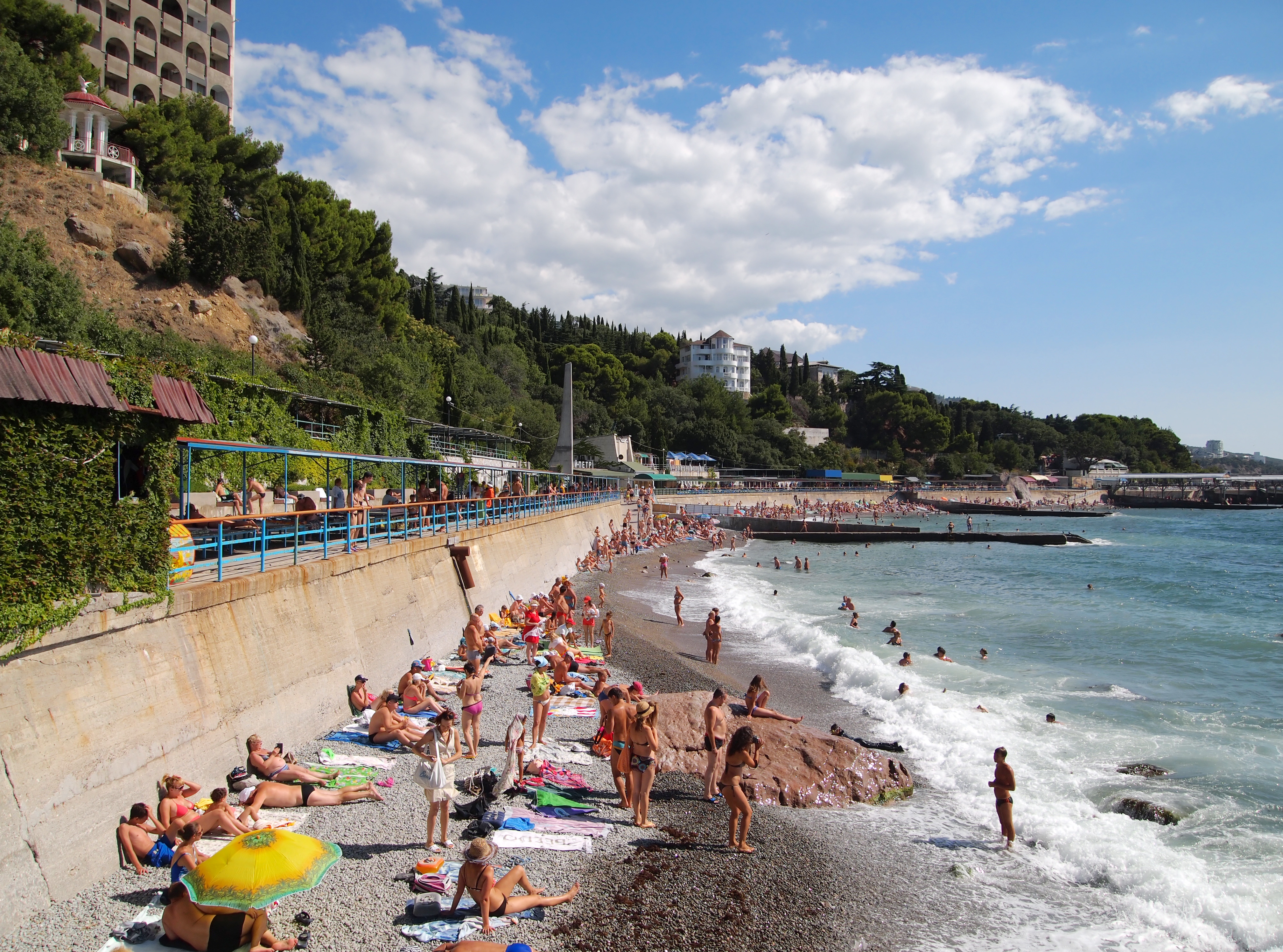
السياحة هي القطاع الهام من الاقتصاد في شبه جزيرة القرم

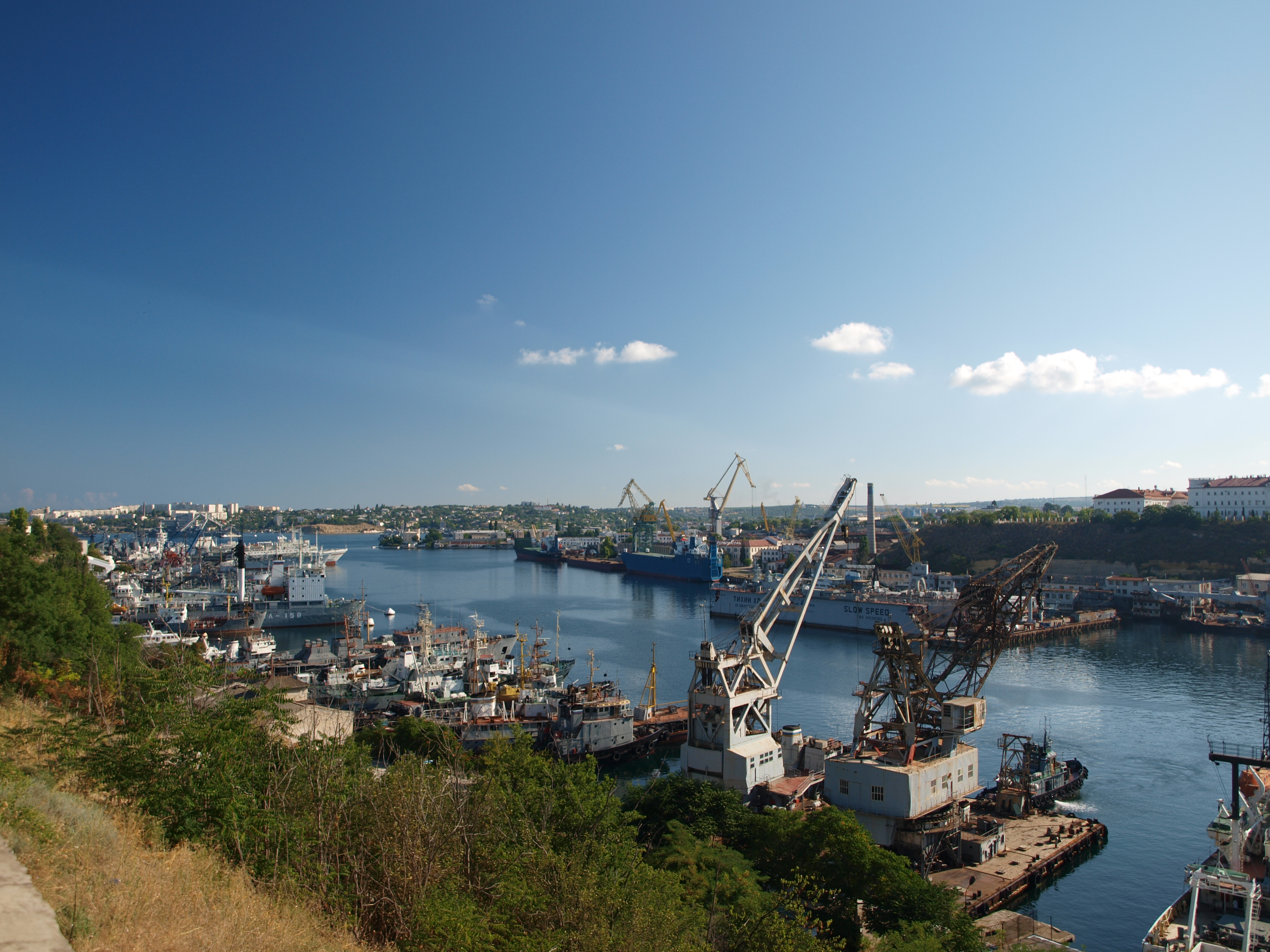
سيفاستوبول المركز الاقتصادي لشبه جزيرة القرم

أهم الصناعات في القرم تشمل صناعة الأغذية، ومجالات الهندسة الكيميائية والميكانيكية والمعدنية، وصناعات إنتاج الوقود. 60 % من السوق يرجع إلى قطاعات إنتاج الأغذية. هناك ما مجموعه 291 شركات صناعية كبيرة و 1002 مؤسسات أعمال صغيرة.
تشمل الفروع الرئيسية للإنتاج النباتي في المنطقة الحبوب والخضروات، وصناعة النبيذ، ولا سيما في مناطق يالطا وماساندرا. توجد أشكال زراعية أخرى كتربية الماشية والدواجن والأغنام. المنتجات الأخرى المنتجة في القرم تشمل الملح، والحجر السماقي، والحجر الجيري، وحجر الحديد (وجدت في جميع أنحاء كيرتش).

### النشاط البشري
كانت الزراعة حرفة أساسية، وأهم الغلات: القمح والشوفان والشعير والبنجر السكري وينتج العديد من الفاكهة والخضر، والقرم غنية بمعادنها لاسيما الحديد والنفط ولقد كان تتار القرم قبل إلغاء جمهوريتها أكثر من خمسة ملايين نسمة، ولم يبقي من هذا العدد سوي نصف مليون.
تتمتع القرم بموقع استراتيجي هام وفيها الثروات الطبيعية، مثل: البترول، والفحم الحجري، والغاز الطبيعي، والنحاس، والحديد، والمنغنيز، والرصاص، والثروة الزراعية مثل: القمح، والفواكه، والمياه المعدنية ذات الخاصية العلاجية التي جعلت منها واحدة من أفضل المشافي في العالم.

### الطاقة
كما تمتلك شبه جزيرة القرم العديد من حقول الغاز الطبيعي على حد سواء البرية والبحرية، وكلها متصلة نظام خط أنابيب أوكرانيا وبدأوا حفر من قبل شركات النفط والغاز الغربية قبل الضم. وتقع حقول الداخلية في Chernomorska وDzhankoy، في حين وتقع الحقول البحرية في الساحل الغربي في البحر الأسود وعلى الساحل الشمالي الشرقي في بحر آزوف:
| اسم                  | نوع     | موقع               | الاحتياطيات |
| -------------------- | ------- | ------------------ | ----------- |
| حقل غازكه            | البحرية | Dzhankoy           |             |
| Golitsyna حقل غاز    | البحرية | البحر الأسود       |             |
| حقل غاز Karlavske    | البرية  | Chornomorske Raion |             |
| حقل غاز KRYM         | البحرية | البحر الأسود       |             |
| حقل غاز أوديسا       | البحرية | البحر الأسود       | 21 مليون 3  |
| حقل غاز شميت         | البحرية | البحر الأسود       |             |
| حقل غاز العاصفة فايا | البحرية | البحر الأسود       |             |
| حقل غاز Strilkove    | البحرية | بحر آزوف           |             |

كما تمتلك الجمهورية حقلين للنفط: على الشاطئ واحد، حقل نفط Serebryanski في Rozdilne، واحد في الخارج، حقل نفط Subbotina في البحر الأسود.

### البنية التحتية
وسائل النقل العام
يتم توصيل تسوية تقريبا في كل شبه جزيرة القرم مع مستوطنة أخرى مع خطوط الحافلات. يحتوي القرم أطول (96 كم أو 59 ميل) الطريق عربة ترام في العالم، وتمتد من سيمفيروبول إلى يالطا. يبدأ خط عربة ترام في محطة سكة حديد سيمفيروبول عبر الجبال إلى ألوشتا وإلى يالطا. طول الخط حوالي 90 كم. وقد تأسست في عام 1959.
خطوط السكك الحديدية الذي يمر عبر شبه جزيرة القرم تشمل أرميانسك-كيرتش (مع وصلة إلى فيودوسيا)، وميليتوبول-سيفاستوبول (مع وصلة إلى ييفباتوريا)، وربط شبه جزيرة القرم الأوكرانية إلى البر الرئيسى.
الطرق السريعة
- E105 المسار الأوروبي E105 / M18 - سياوش (الجسر، يبدأ)، Dzhankoy ، شمال القرم قناة (الجسر)، سيمفيروبول، ألوشتا، يالطا (نهايات)
- المسار الأوروبي E97|E97]] / M17 - Perekop]] (يبدأ)، أرميانسك، Dzhankoy ، فيودوسيا، كيرتش (العبارة، وينتهي)
- H05 - كراسنوبريكوبسك، سيمفيروبول (الوصول إلى مطار سيمفيروبول الدولي)
- H06 - سيمفيروبول، باخشى سراى، سيفاستوبول
- H19 - يالطا، سيفاستوبول
- P16
- P23 - سيمفيروبول، فيودوسيا
- P25 - سيمفيروبول، ييفباتوريا
- P27 - سيفاستوبول، ينكرمان (تماما داخل مدينة سيفاستوبول)
- P29 - ألوشتا، سوداك، فيودوسيا
- P34 - ألوشتا، يالطا
- P35 - Hrushivka ، سوداك
- P58 - سيفاستوبول، ميناء " Komysheva Bukhta " (تماما داخل مدينة سيفاستوبول)
- P59 (تماما داخل مدينة سيفاستوبول)

نقل بحري
مدن يالطا، فيودوسيا، كيرتش، سيفاستوبول، Chornomorske وييفباتوريا ترتبط مع بعضها البعض عن طريق الطرق البحرية . في مدن ييفباتوريا والقريبة تسوية من نوع الحضرية هي الترام النظم.

### السياحة
بدأ تطوير القرم كوجهة سياحية في النصف الثاني من القرن 19 . جلبت تطوير شبكات النقل الجماهير من السياح من الأجزاء الوسطى من الامبراطورية الروسية. في بداية القرن 20، تطورا كبيرا من القصور والفيلات، والبيوت الصيفية بدأت، ومعظمها لا تزال قائمة. هذه هي بعض من مناطق الجذب الرئيسية في شبه جزيرة القرم كوجهة سياحية . هناك العديد من الأساطير حول القرم الأماكن السياحية الشهيرة، والتي تجذب انتباه السياح.
وبدأت مرحلة جديدة من التنمية السياحية عندما أدركت الحكومة السوفيتية إمكانات نوعية الشفاء من الهواء المحلي والبحيرات والاطيان العلاجية. أصبح مقصدا «الصحة» للعمال السوفياتي، ومئات الآلاف من السياح السوفياتي زار القرم .
آرتيك هو مخيم الشباب بايونير السابق على البحر الأسود في بلدة Hurzuf ، بالقرب من أيو - همرشولد، التي أنشئت في عام 1925، وفي عام 1969 كان مساحة 3.2 كيلومتر مربع. يتألف المخيم من 150 مبنى وخلافا لمعظم المخيمات الرواد الشباب، وكان آرتيك معسكر - طوال العام، وذلك بسبب المناخ الحار . واعتبر آرتيك أن يكون امتيازا للأطفال السوفياتي خلال وجودها، وكذلك للأطفال من الدول الشيوعية الأخرى. أثناء أوجها، 27,000 طفل سنويا اجازتها في آرتيك . بين عامي 1925 و 1969 استضافت المخيم 300,000 طفل. حتى بعد كسر الرواد الشباب في عام 1991 تراجع هيبتها، على الرغم من أنه لا يزال الوجهة عطلة شعبية.
في 1990، أصبحت شبه جزيرة القرم أكثر من جهة فلت من «الصحية تحسنا» الوجهة. المناطق الأكثر زيارة هي الشاطئ الجنوبي ل شبه جزيرة القرم مع مدن يالطا وألوشتا، الشاطئ الغربي - Eupatoria والساقي، وجنوب شرق الشاطئ - فيودوسيا وسوداك . وفقا ل ناشيونال جيوغرافيك، وكان شبه جزيرة القرم من بين أكبر 20 وجهة سفر في عام 2013.
شبه جزيرة القرم تمتلك موارد طبيعية كبيرة وتاريخية، وهي المنطقة التي كان من الممكن العثور على أي عمليا نوع المناظر الطبيعية؛ السلاسل الجبلية والهضاب، والمراعي، والكهوف . علاوة على ذلك، يشكل ساكي الطين العلاجي الفريد و Eupatoria والشواطئ الفارغة واسعة مع أنقى رمل الكوارتز.
وتشمل الأماكن ذات الأهمية
- كوكتيبل
- قصر ليفاديا
- جبل Mithridat
- محشوش الكنز
- عش السنونو
- خيرسون Tauric
- قصر فورونتسوف (ألوبكا)

## السكان

نسبة تتار القرم حسب مناطق القرم.

في عام 2005، كان تعداد القرم 1,994,300.
مُنذ عام 1989 حتى عام 2001، أنخفض عدد سكان شبه جزيرة القرم 396,795 نسمة (يمثلون 16,33% من سكان شبه الجزيرة وفقًا لإحصائيات عام 1989. في الفترة ما بين 2001-2005 أنخفض عدد السكان 39,400 نسمة أي ما يعادل 2%، على الرغم من عود تتار القرم إلى شبه الجزيرة.

### التركيب العمري
0 - 14 سنة: 14.9% ▲ (ذكر 150,199/أنثى 141,649)
15 - 64 سنة: 70.4% ▼ (ذكر 653,041/أنثى 724,235)
65 سنة أو أكثر: 14.7% ▲ (ذكر 94,047/أنثى 193,251) (2013 رسميًا)

### متوسط العمر
المجموع: 39.9 سنة ▲
ذكر: 36.2 سنة ▲
أنثى: 43.5 سنة ▲ (2013 رسميًا)

### المجموعات العرقية
وفقًا للإحصائيات الأوكرانية لعام 2001، بلغ عدد سكان القرم 2,033,700 نسمة. تتكون التركيبة السكانية من عده مجموعات عرقية: روس: 58.32%; أوكرانيون: 24.32%; تتار القرم: 12.1%; بيلاروس: 1.44%; تتار: 0.54%; أرمن: 0.43%; يهود: 0.22%, يونانيون: 0.15% وآخرون .
| المجموعة العرقية | إحصاء 1897 | إحصاء 1897 | تعداد 1939 | تعداد 1939 | تعداد 1959 | تعداد 1959 | تعداد 1979 | تعداد 1979 | تعداد 1989 | تعداد 1989 | تعداد 2001 | تعداد 2001 |
| المجموعة العرقية | العدد      | %          | العدد      | %          | العدد      | %          | العدد      | %          | العدد      | %          | العدد      | %          |
| ---------------- | ---------- | ---------- | ---------- | ---------- | ---------- | ---------- | ---------- | ---------- | ---------- | ---------- | ---------- | ---------- |
| روس              | 180,963    | 33.11%     |            | 49.6%      |            | 71.4%      |            | 68.4%      |            | 67.1%      | 1,180,441  | 58.32%     |
| أوكرانيون        | 64,703     | 11.84%     |            | 13.7%      |            | 22.3%      |            | 25.6%      |            | 25.8%      | 492,227    | 24.32%     |
| تتار القرم       | 194,294    | 35.55%     |            | 19.4%      |            | 0%         |            | 0.7%       |            | 1.6%       | 243,433    | 12.03%     |
| آخرون            |            |            |            |            |            |            |            |            |            |            |            |            |

وتوجد أقليات أخرى:ألمان البحر الأسود، طليان القرم، غجر، بلغار، بولنديون، آذر، كوريون ويونانيون. وكان عدد ألمان البحر الأسود 45,000 نسمة في عام 1945. في عام 1944، تم ترحيل 70,000 من اليونانيون و 14,000 من البلغار من شبه جزيرة القرم إلى آسيا الوسطى وسيبيريا، جنبًا إلى جنب مع 200,000 نسمة من تتار القرم والقوميات الأخرى.
اللغة الأوكرانية هي لغة البلاد الرسمية الوحيدة، واللغة الوحيدة للحكومة في أوكرانيا. وفقًا للإحصائيات، يعتبروا 77% من سكان القرم أن اللغة الروسية هي لغتهم الأم و 11,4% اللغة التتارية و 10,1% اللغة الأوكرانية. وتُستخدم اللغة الروسية في المؤسسات الحكومية في القرم. وكانت هُناك محاولات لاستخدام اللغة الأوكرانية في المؤسسات الحكومية والتعليمية ولكنها نجحت بنسبه أقل في القرم مُقارنة مع مناطق أخرى من أوكرانيا.
في الحاضر، ثلثي المُهجرين إلى القرم هم من مناطق أخرى من أوكرانيا، كل مُهاجر من 5 من الذين هاجروا إلى القرم أتوا من الاتحاد السوفيتي، وكل واحد من 40 أتوا من خارج الاتحاد السوفيتي. وثلاثة أرباع ممن يُهاجرون من القرم ينتقلون إلى مناطق أخرى داخل أوكرانيا. وكل مُهاجر خارج شبه الجزيرة يُهجر إلى الغرب.
نسبة المواطنون الذين يعتبرون أن أوكرانيا هي بلدهم تبلغ ما بين 32% إلى 71,3% عام 2008 - 2011، وفقًا لمركز رازومكوف في مارس 2011، وتعتبر أقل نسبه إذا ما قورنت مع باقي المناطق الأوكرانية حيث يبلغ المتوسط فيها 93%. وتُشير الاستقصاءات الإحصائية في أوكرانيا ان 30% من سكان القرم يدعون أنهم يحتفظون بالهوية السوفيتية.

## الثقافة

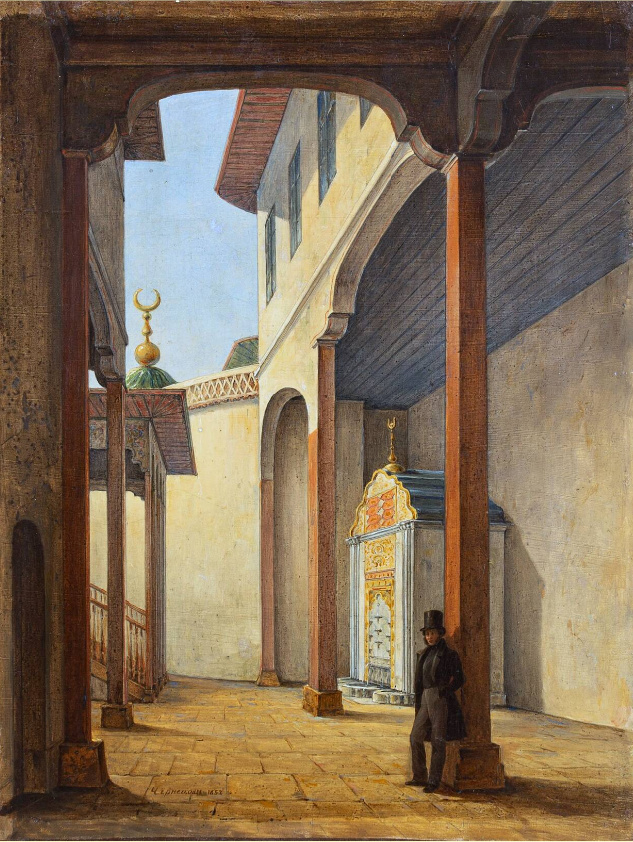
الكسندر بوشكين في باخشى سراى قصر. اللوحة من غريغوري Chernetsov

ولدت Aivazovsky إيفان، الرسام البحرية القرن 19 من أصل أرميني، الذي يعتبر واحدا من الفنانين الكبار في عصره في فيودوسيا وعاش هناك بالنسبة للجزء الأكبر من حياته. كثير من لوحاته تصور البحر الأسود. كما أنه خلق لوحات المعركة خلال حرب القرم .
يتم تسجيل ما يقرب من 100 من المذيعين وحول 1,200 المنشورات في شبه جزيرة القرم، على الرغم من أن ما لا يزيد عن بضع عشرات تعمل أو نشرها بانتظام. منهم معظم استخدام اللغة الروسية فقط. أول المملوكة التتار، تلفزيون التتار اللغة القرم أطلقت في عام 2006.
كان القرم الخلفية للعمل آدم ميكيويتش المنوية، وسوناتات القرم. وكانت سلسلة من 18 السوناتات تشكل تعبيرا الفني رحلة عبر شبه جزيرة القرم، التي تتميز أوصاف رومانسية للطبيعة الشرقية وثقافة الشرق التي تظهر اليأس من المنفى الشوق للوطن، مدفوعا من منزله من قبل العدو العنيفة.

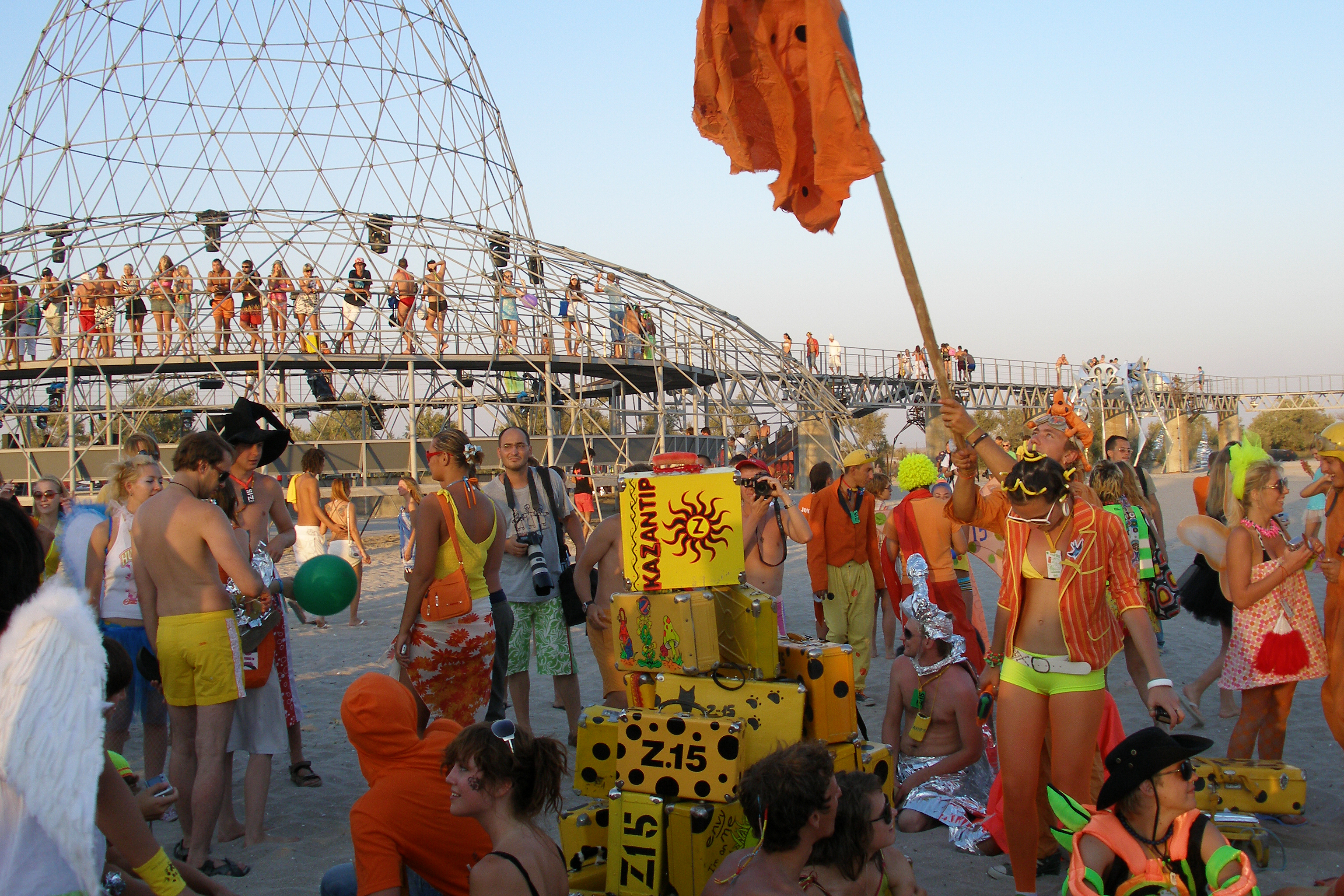
الناس في مهرجان الموسيقى Kazantip في عام 2007.
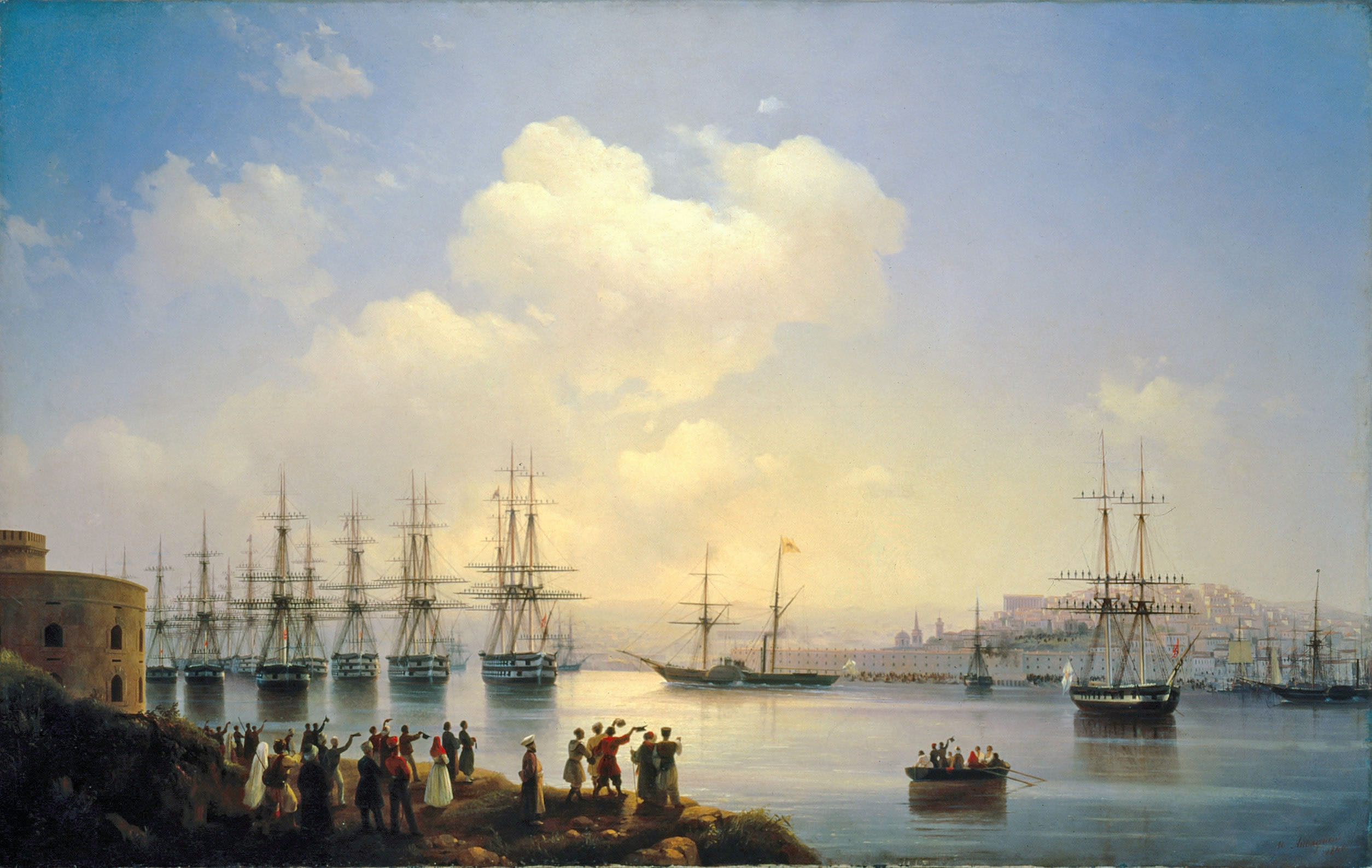
اللوحة من السرب الروسي في سيفاستوبول بواسطة Aivazovsky إيفان (1846)
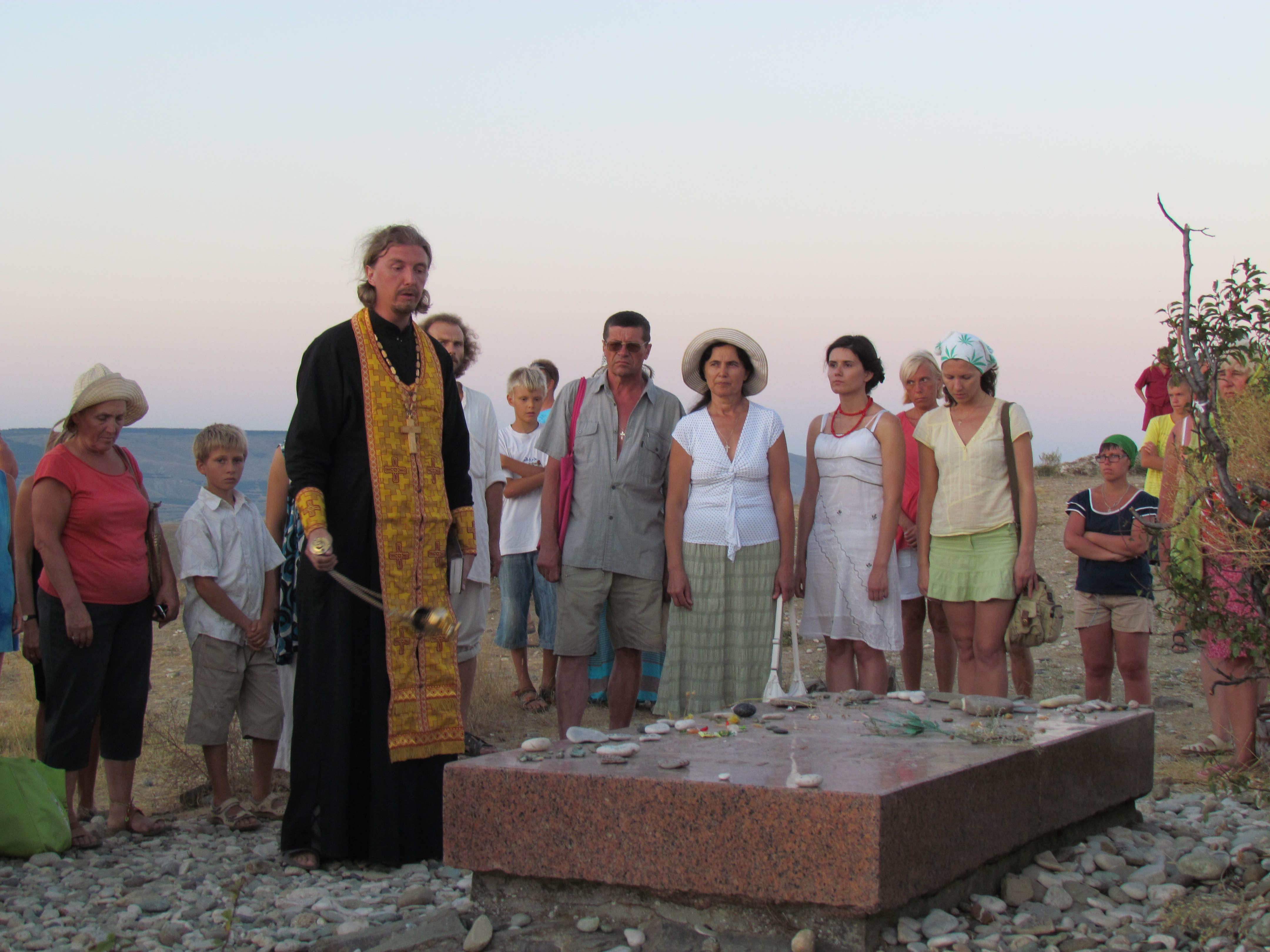
قبر الشاعر والفنان الروسي ماكسيميليان فولوشين

## الصور

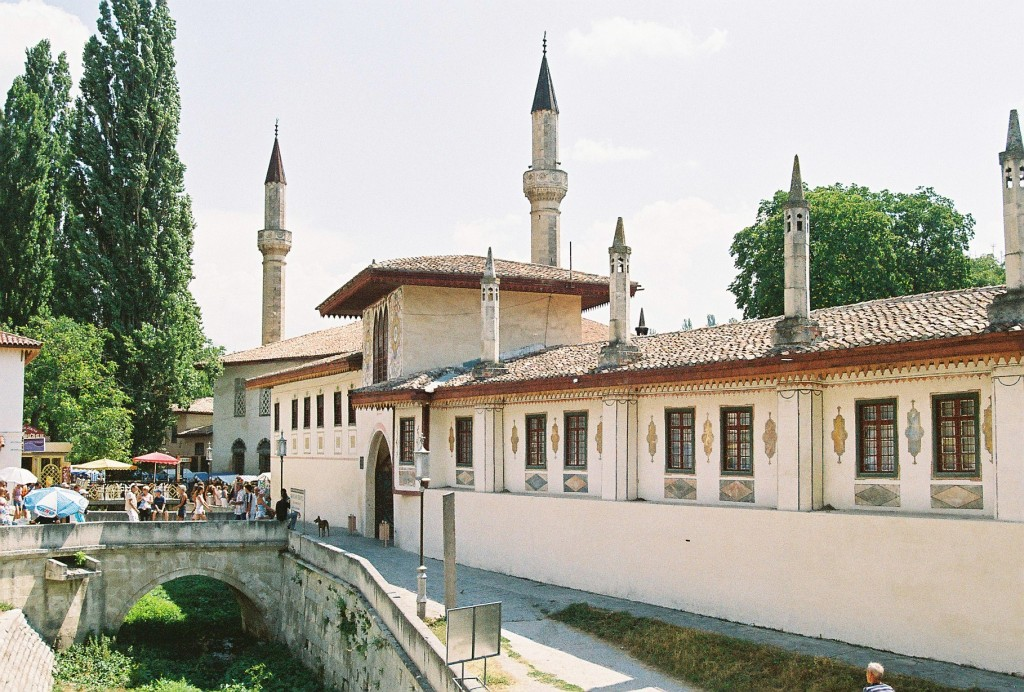
قصر باخشى سراى
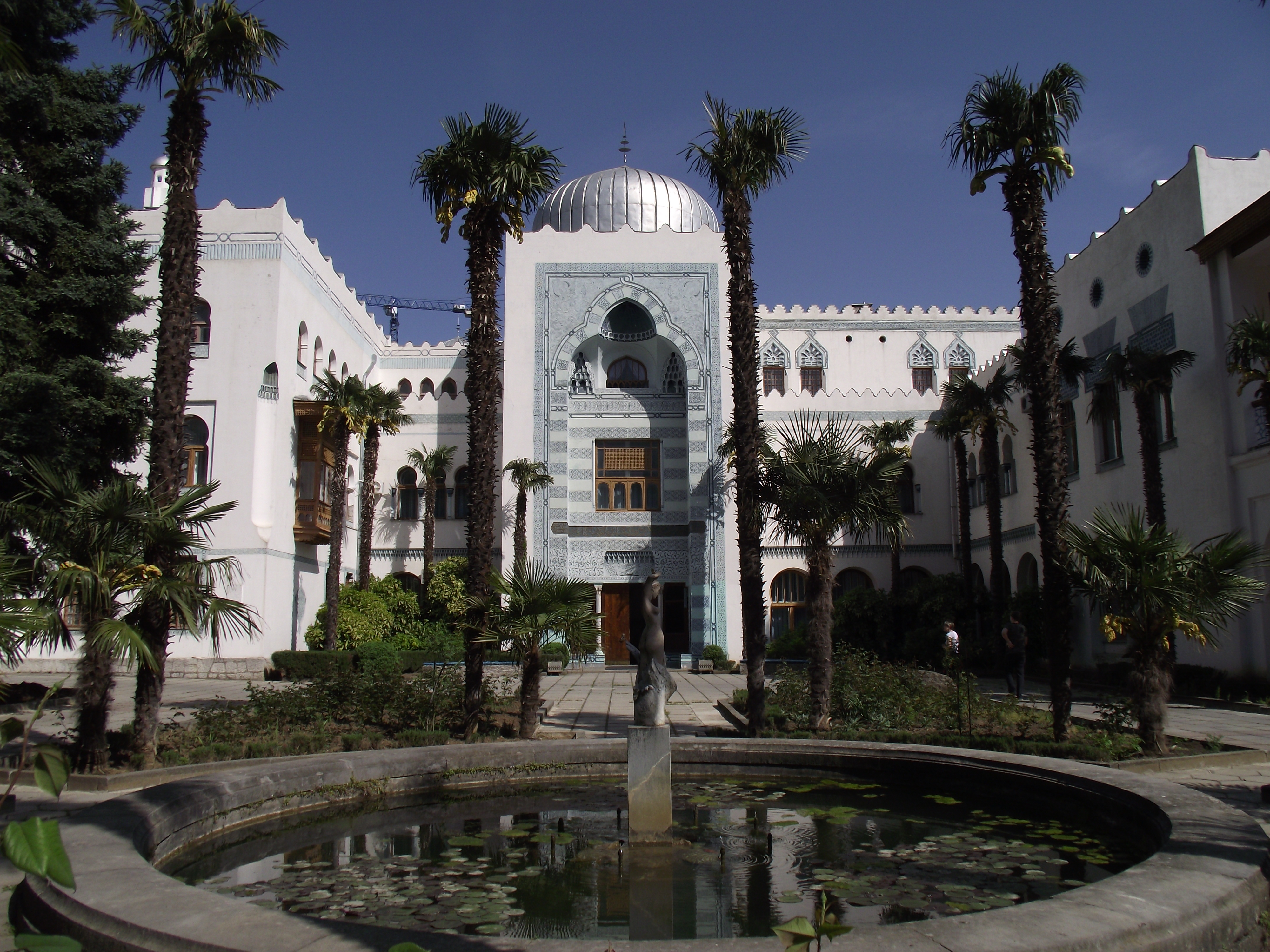
دوابار قصر في كورياز
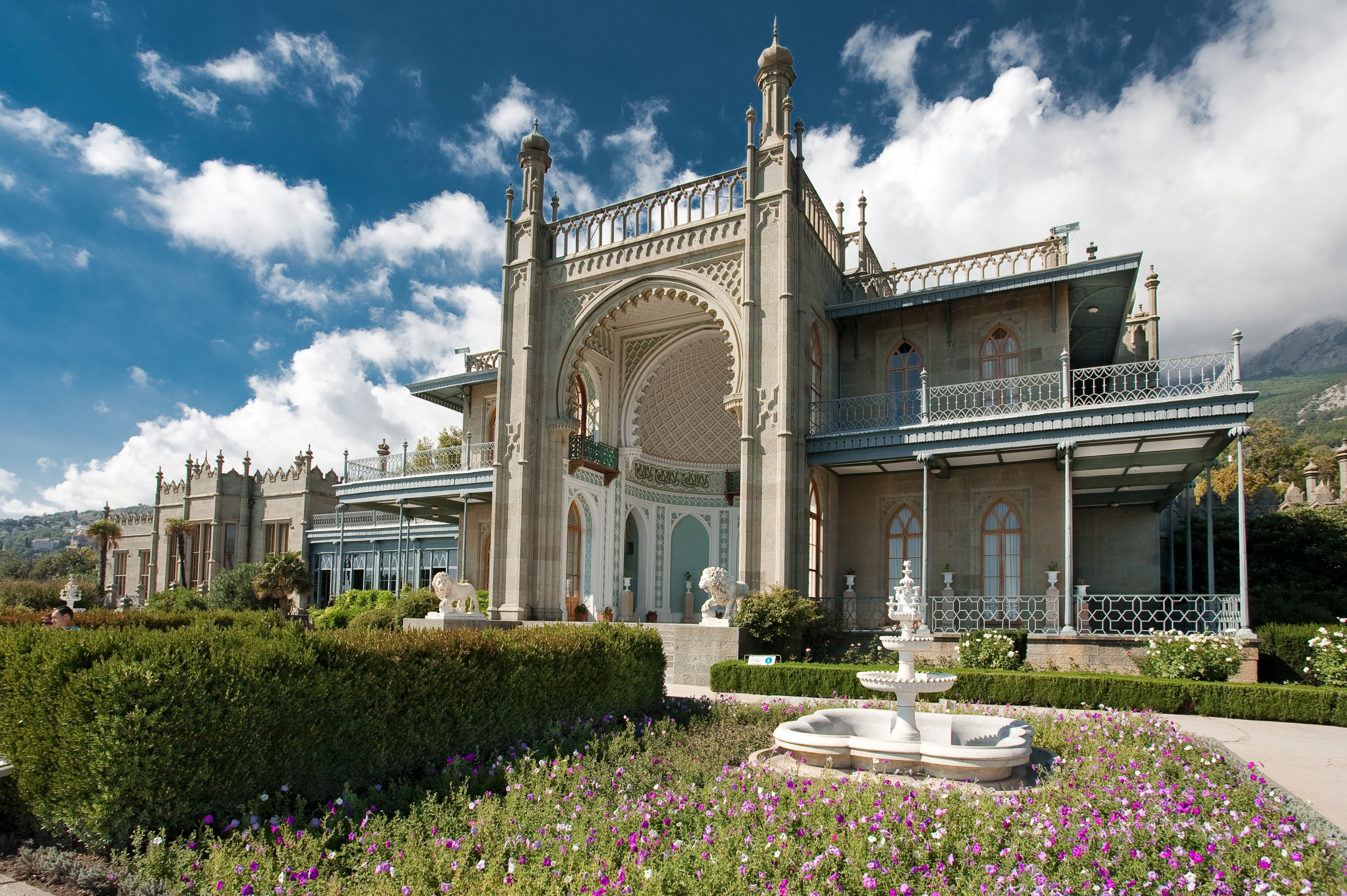
قصر فورونتسوف
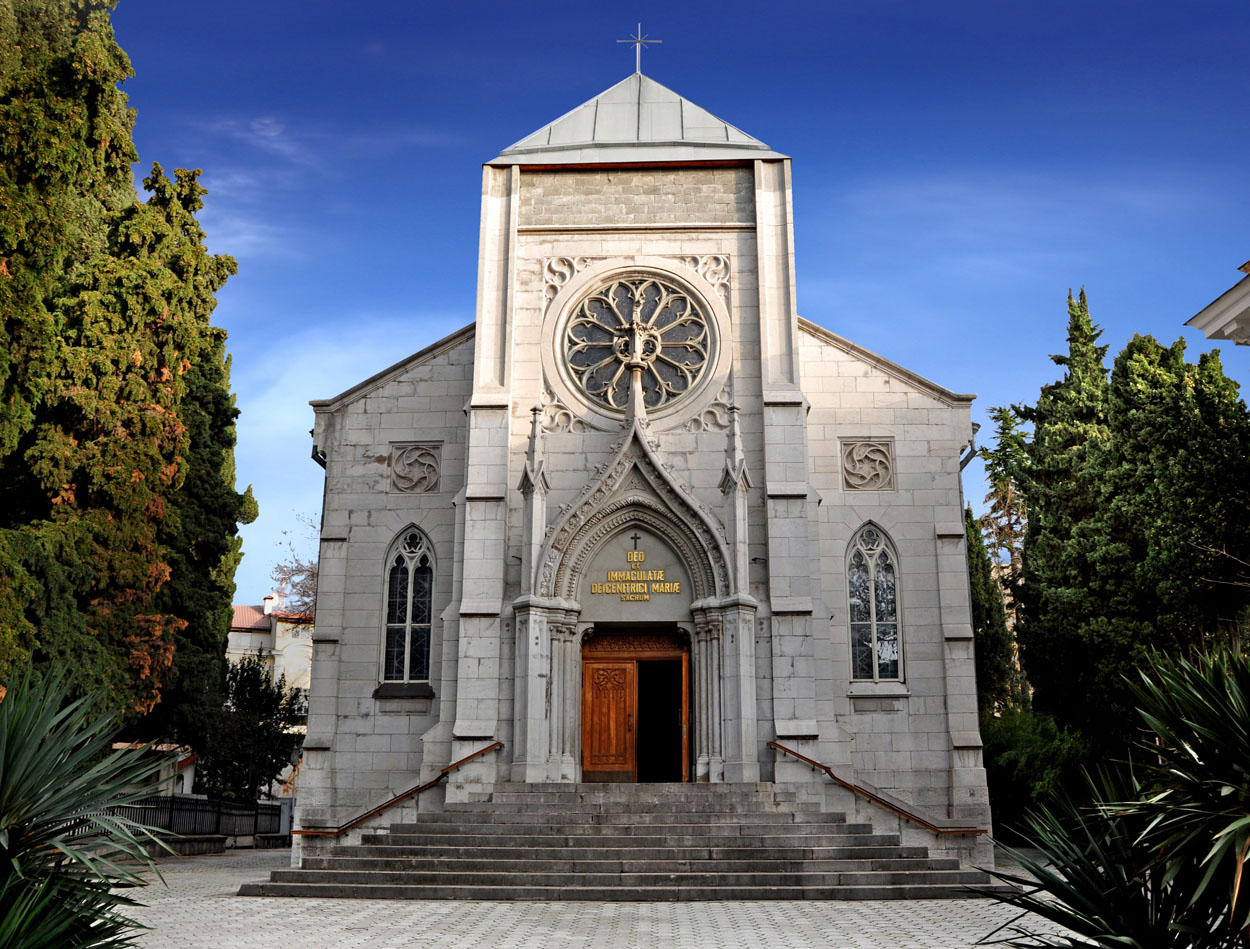
الكنيسة الكاثوليكية في يالطا
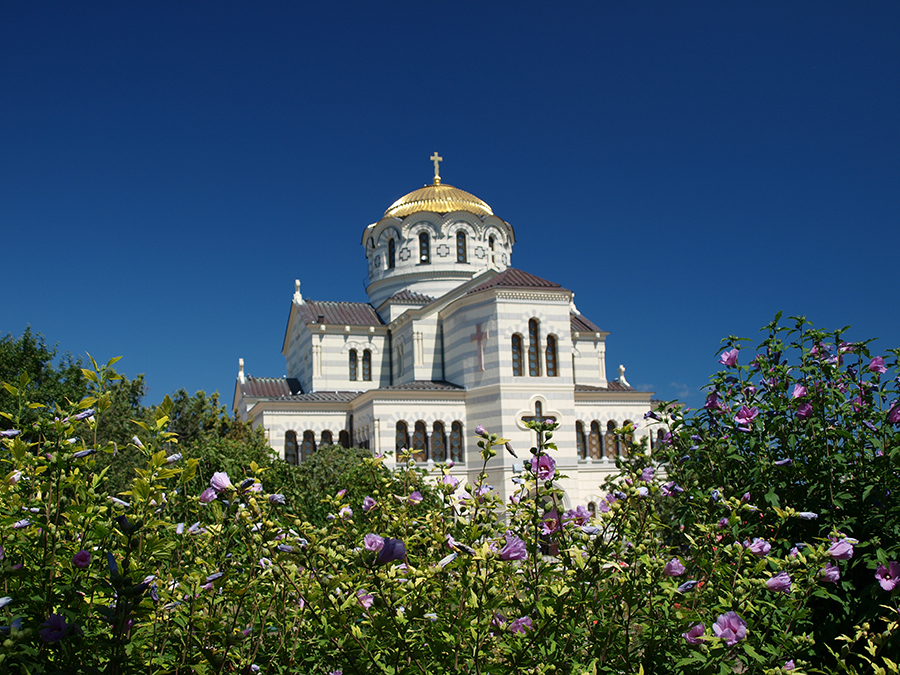
كاتدرائية فلاديمير، مكرسة لأبطال سيفاستوبول (حرب القرم).
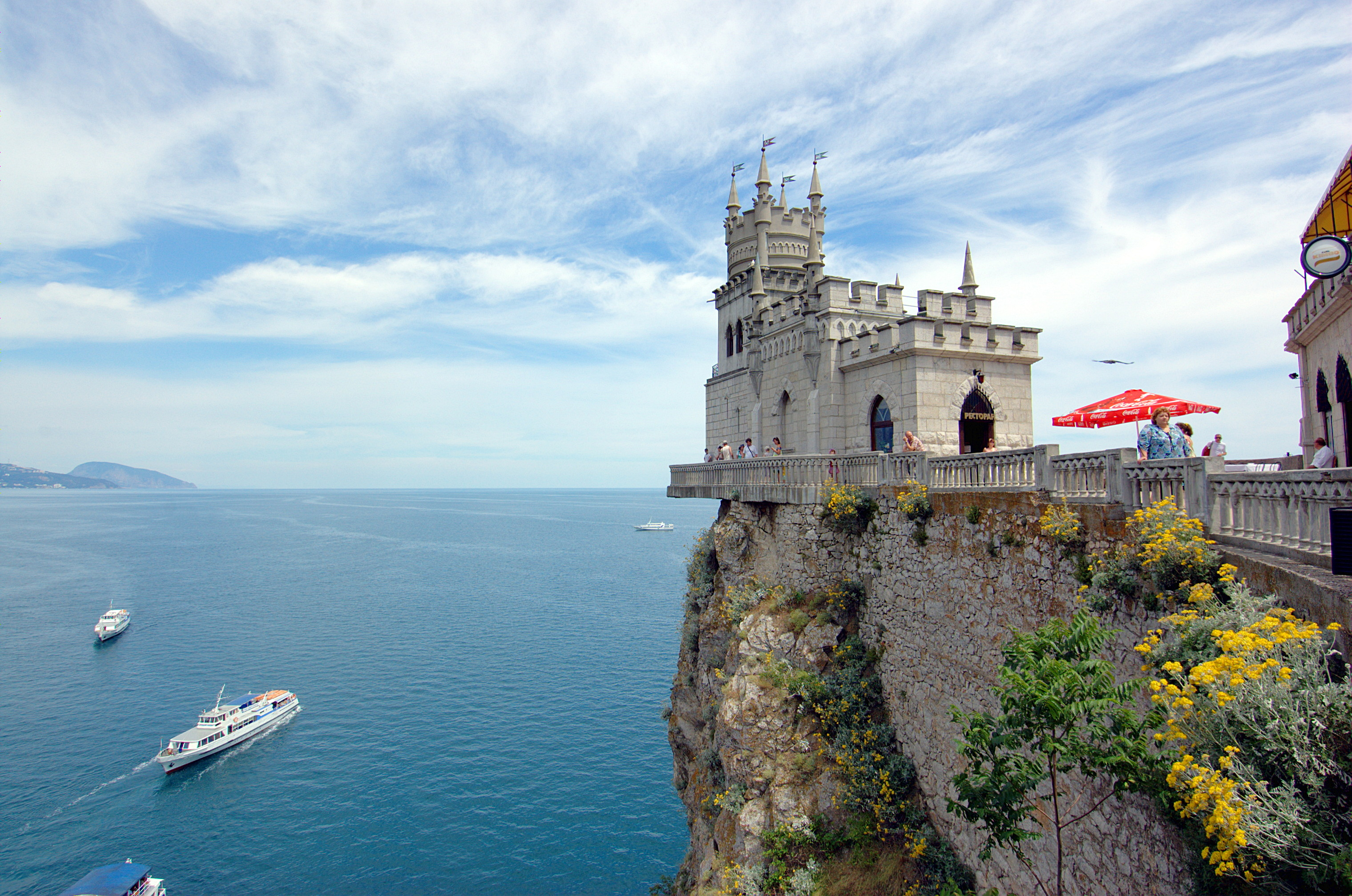
قلعة عش السنونو